# Francesco Farnese
Francesco Farnese (Parma, 19 mei 1678 – Piacenza, 26 februari 1727) was hertog van Parma en Piacenza van 1694 tot zijn dood. Hij was een zoon van hertog Ranuccio II en diens derde vrouw Maria d'Este.
Zijn oudere halfbroer Odoardo overleed in 1693 en zo werd Francesco erfprins van het hertogdom. Een jaar later overleed zijn vader die hij als hertog opvolgde.
Op 8 december 1695 huwde hij te Parma met de weduwe van zijn halfbroer, Dorothea Sophia van Palts-Neuburg (1670 – 1748), een dochter van paltsgraaf Filips Willem van de Palts, de latere keurvorst van de Palts. Dit huwelijk bleef kinderloos en Francesco werd opgevolgd door zijn broer Antonio.